# Oslo katolska stift

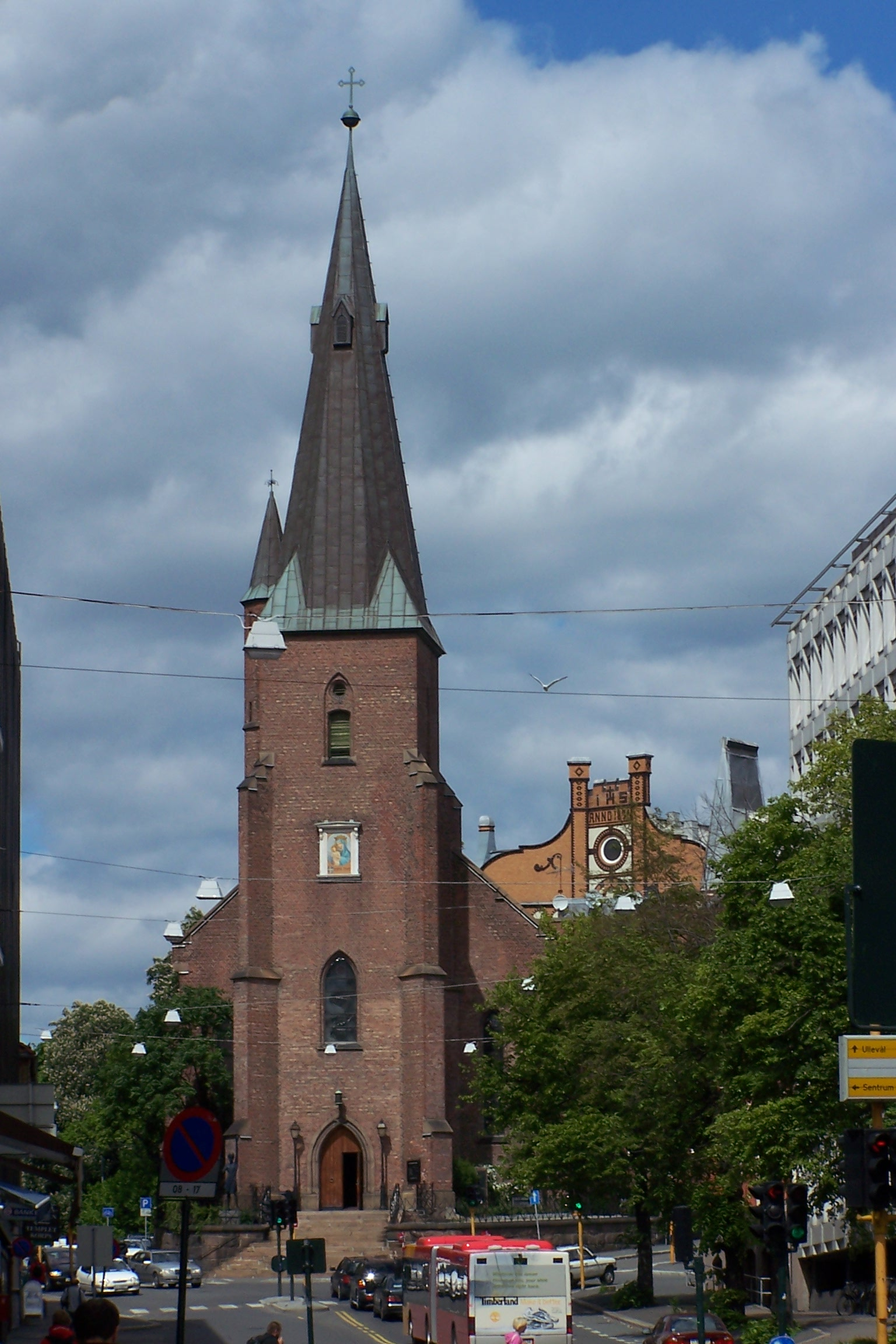
St. Olavskyrkan i Oslo

Oslo katolska stift organiserar den romersk-katolska kyrkan inom de tretton fylkena i södra Norge. Domkyrka är St. Olavskyrkan i Oslo.
Stiftet, som består av 25 församlingar och ett kapelldistrikt, samarbetar med sina sex nordiska systerstift inom den nordiska biskopskonferensen. 

## Historia
Den första norska katolska församlingen efter reformationen var St. Olav menighet i Oslo, bildad 1843. 
Den sorterade under det dåvarande apostoliska vikariatet Sverige. 
Norge utnämndes den 7 augusti samma år till missionsområde, den 17 augusti 1869 till  apostolisk prefektur och den 11 april 1892 till apostoliskt vikariat. 
Vatikanen delade 1931 vikariatet i tre, som senare uppgraderades till stift.